# جزيرة كالياغي الكبرى
جزيرة كالياغي الكبرى وهي جزيرة من جزر إندونيسيا، وتقع في إقليم جاكارتا، في بولاو سيريبو ضمن شمال الجزر الألف.